# Bazyli (Złatolinski)
Bazyli, imię świeckie Boris Josifowicz Złatolinski (ur. 12 listopada 1932 w Taszkencie, zm. 1 grudnia 2022 w Zaporożu) – ukraiński biskup prawosławny.

## Życiorys
W 1957 ukończył moskiewskie seminarium duchowne. Rok wcześniej, 26 lutego 1956, przyjął święcenia diakońskie, 12 lipca 1957 został wyświęcony na kapłana. Od 1957 do 1960 służył w cerkwi św. Dymitra w Tałasie, następnie do 1972 w różnych parafiach eparchii taszkenckiej i Azji Środkowej. Od 1972 do 1975 był proboszczem parafii Opieki Matki Bożej w Szachtach, zaś od 1975 do 1979 – proboszczem św. Katarzyny w Teodozji. W 1979 złożył wieczyste śluby mnisze. Od 1981 do 1989 służył kolejno w parafiach św. Mikołaja w Kirowie (obwód dniepropetrowski), św. Jerzego w Petrykowce (tenże obwód), Opieki Matki Bożej w Pokrowskim, Opieki Matki Bożej w Sudaku oraz Zaśnięcia Matki Bożej w Starym Krymie. Od 1989 był dziekanem dekanatu starokrymskiego oraz posiadał godność archimandryty.
2 grudnia 1990 miała miejsce jego chirotonia na biskupa symferopolskiego i krymskiego. 27 lipca 1992 został pierwszym zwierzchnikiem eparchii zaporoskiej. Od 1997 arcybiskup. W 2009 odszedł w stan spoczynku na własną prośbę, w związku ze złym stanem zdrowia. Jako miejsce jego stałego przebywania wyznaczono miasto Zaporoże.